# Uno accanto all'altro
Uno accanto all'altro è un termine utilizzato in araldica per indicare più figure, generalmente lunghe, poste in palo e ordinate in fascia.

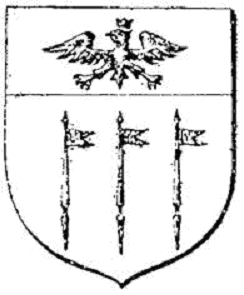
Tre lance una accanto all'altra
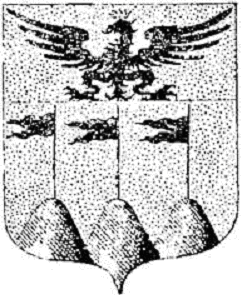
Tre lance una accanto all'altra
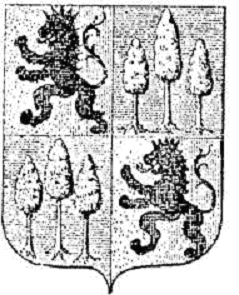
Tre cipressi uno accanto all'altro
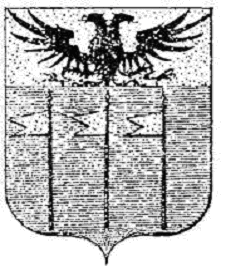
Tre lance una accanto all'altra
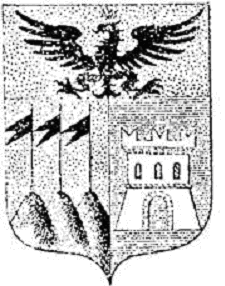
Tre lance una accanto all'altra
Tre colonne una accanto all'altra (stemma di Levico Terme)